# Música Popular Brasileira
La Música Popular Brasileira (MPB) és una tendència musical brasilera a partir del 1966. Es tracta de música popular urbana de classe mitjana sorgida després de la generació de la bossa nova. És una música creada per persones nascudes a partir de la dècada de 1940 en endavant. No és un gènere com la samba, el bolero, etc., que són estils definits escoltats predominantment per classes socials diferents. La MPB va començar amb un perfil marcadament nacionalista, però va anar canviant i incorporant elements de procedències diverses, fins i tot pop i rock.
En la cultura musical brasilera no hi ha massa resistència, per part dels músics, en barrejar gèneres musicals. Per això existeixen molts gèneres híbrids. Aquests estils musicals són classificats generalment com MPB.
En conseqüència, la MPB no es restringeix a un ritme corrent. És simplement el nom donat a la música brasilera escoltada predominantment per la classe mitjana, abastant estils variats. Igualment, els artistes representatius de la MPB tampoc no es caracteritzen per la definició d'un estil musical concret, sinó més aviat per presentar treballs diversificats i híbrids.

## Artistes relacionats
Elymar Santos • Tiririca • Lobão • Mamonas Assassinas • Carmen Miranda • Emílio Santiago • Balão Mágico • Milionário e José Rico • Roupa Nova • Toquinho • Ritchie • Kátia Cega • Absyntho • Sérgio Mallandro • Barão Vermelho • Jorge Ben Jor • Milton Nascimento • Djavan• Roberto Carlos • Zé Ramalho • Blitz • Verônica Sabino • Markinhos Moura • Fagner • Sylvinho Blau Blau • Alcione • Beth Carvalho • Michael Sullivan • Paulo Massadas • Tim Maia • Deborah Blando • Joanna • Ivan Lins • Jane&Herondi • Raul Seixas • Angélica • Guilherme Arantes • Sandra de Sá • Trio Parada Dura • Almir Rogério • Rádio Táxi • Polegar • Agepê • Frejat • Titãs • Paralamas do Sucesso • Chitãozinho e Chororó • Wilson Simonal • Dori Caymmi • Leo Jaime • Dominó • Gaúcho da Fronteira • Banda Zero • Trem da Alegria • Zeca Baleiro • Jorge Aragão • Heróis da Resistência • RPM • Netinho • Adriana Calcanhotto • Xuxa • Sérgio Reis • Latino • Marisa Monte • Zizi Possi • Lilian • Carequinha • Paulo Ricardo • MC Batata • Yahoo • Rosanna • Luan&Vanessa • Gilliard • Roberta Sá • Biquíni Cavadão • Fábio Júnior • José Augusto • Nelson Ned • Engenheiros do Hawaii • Dalto • Patrícia Marx • Os Abelhudos • Nenhum de Nós • Leandro e Leonardo